# 8344 Babette
8344 Babette (tên chỉ định: 1987 BB) là một tiểu hành tinh vành đai chính. Nó được phát hiện bởi Tsuneo Niijima và Takeshi Urata ở Ojima, Gunma, ngày 25 tháng 1 năm 1987. Nó được đặt theo tên Babette Whipple, vợ của nhà thiên văn học Fred Lawrence Whipple.